# Prečistoe
Prečistoe è una cittadina della Russia europea centrale, situata nella oblast' di Jaroslavl'; appartiene amministrativamente al rajon Pervomajskij, del quale è il capoluogo.
Sorge nella parte nordorientale della oblast', un centinaio di chilometri a nord del capoluogo Jaroslavl', sulla importante arteria stradale che collega Mosca e Arcangelo.